# Galantheae
Galantheae är ett tribus i familjen amaryllisväxter med fem släkten från Europa, Asien och Nordafrika. 

## Släkten
- Acissläktet (Acis)
- Snödroppssläktet (Galanthus)
- Snöklockssläktet (Leucojum)

- Hannonia
- Lapiedra